# Cáparra

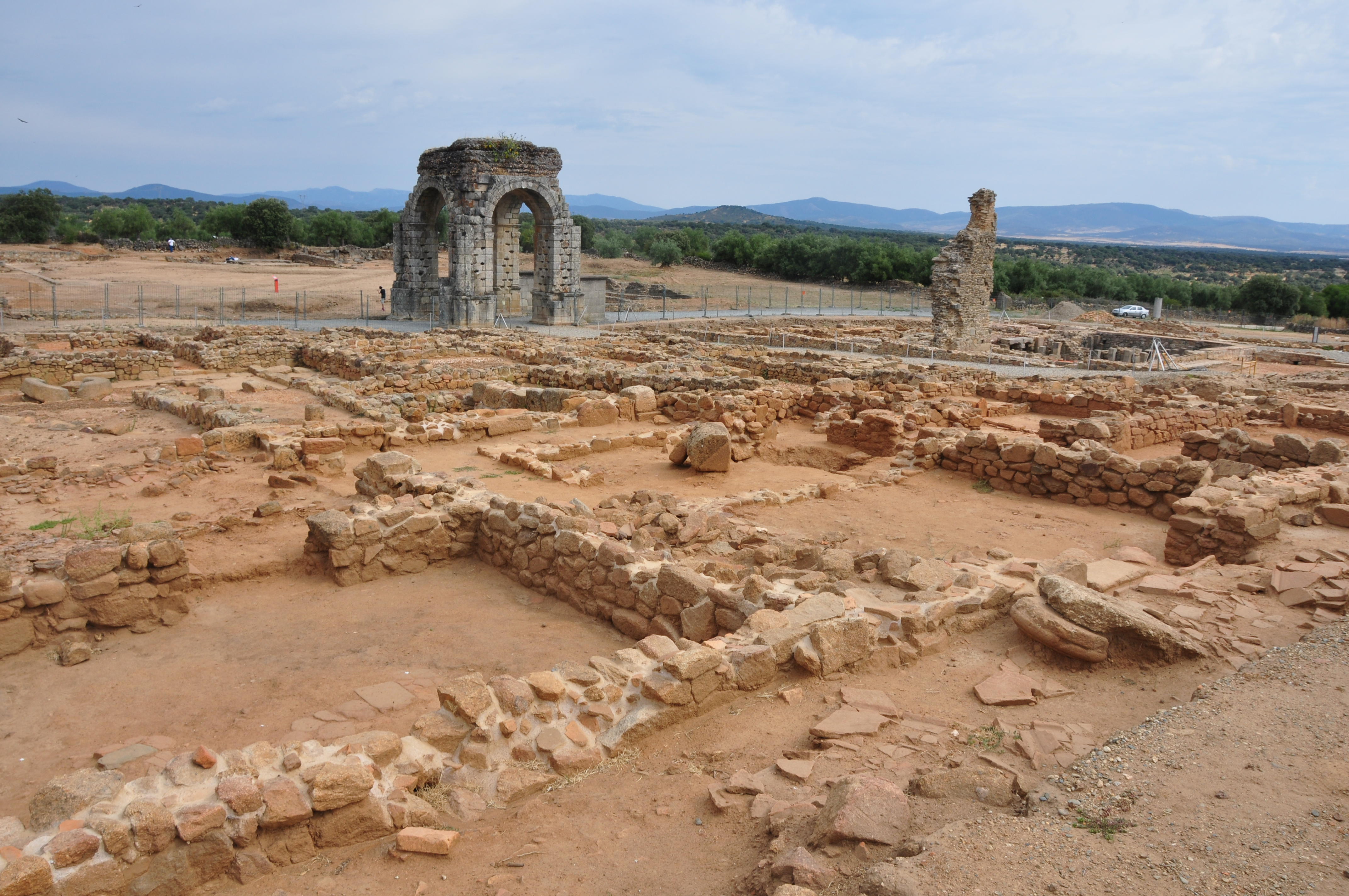
Blick über die Ausgrabungsstätte der Römerstadt mit Tetrapylon

Cáparra (lateinisch Capara oder Capera) ist eine antike römische Stadt in der Provinz Lusitania auf dem Gebiet der heutigen spanischen Gemeinde Oliva de Plasencia in der Provinz Cáceres in der autonomen Region Extremadura. Der Tetrapylon, im Zentrum der antiken Stadt gelegen, ist seit 1931 ein geschütztes Baudenkmal (Bien de Interés Cultural).

## Lage

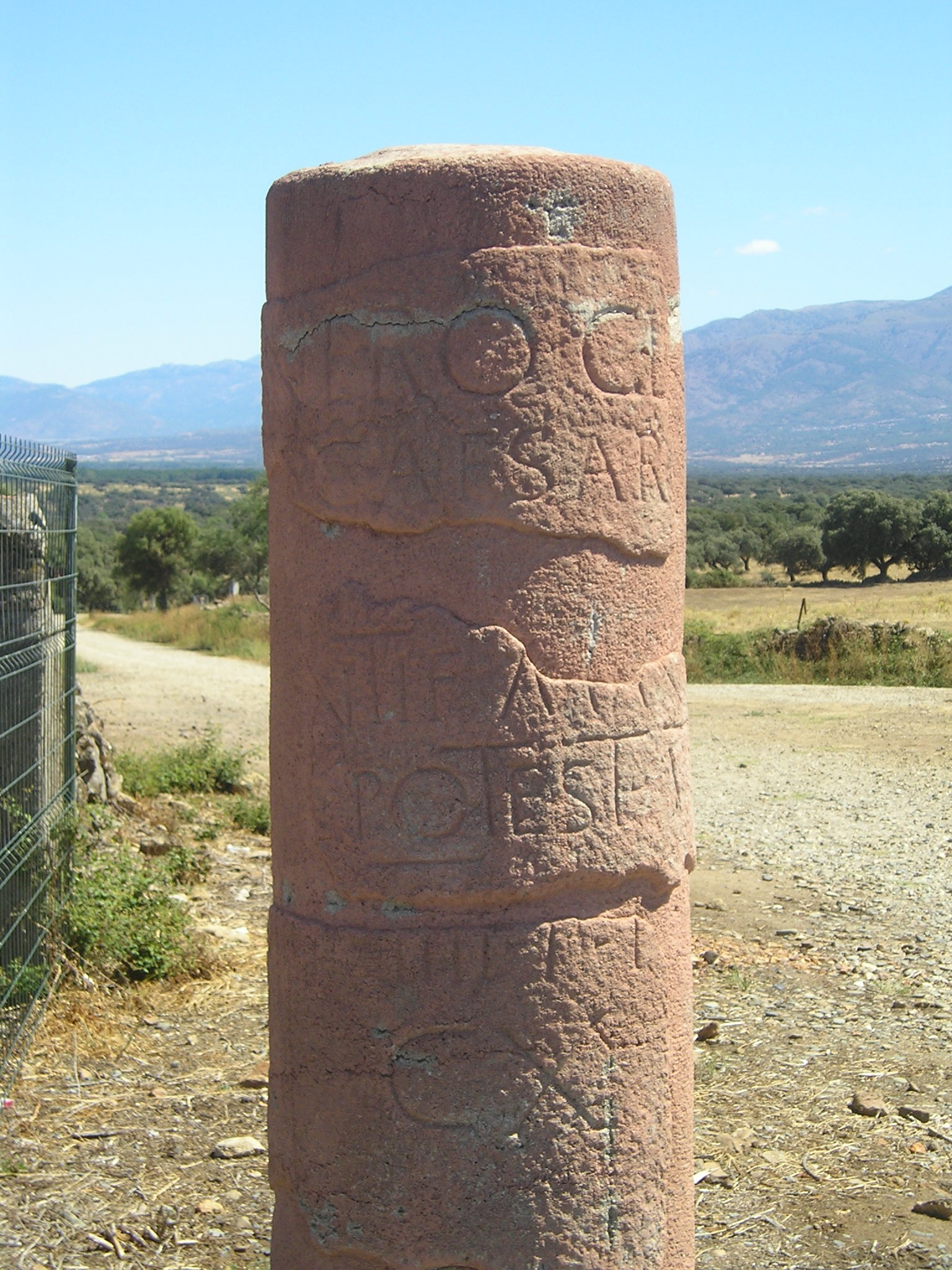
Meilenstein aus der Zeit Neros (58 n. Chr.)

Die Römerstadt liegt etwa 500 m südlich des Río Ambroz an der sogenannten „Silberstraße“ (Via de la Plata), die von Sevilla (Hispalis) über Mérida (Emerita Augusta) und Salamanca (Helmantica) nach Astorga (Asturica Augusta) führte; ein Abzweig verlief von Idanha-a-Velha (Egitania) im heutigen Portugal über Coria (Caurium) bis nach Talavera la Vieja (Augustobriga). Heute ist das 37 km (Fahrtstrecke) entfernte Plasencia die nächstgelegene größere Stadt.

## Geschichte
Bereits für die Zeit des Agrippa wird es als Caperenses unter den abgabepflichtigen Gemeinden (civitas stipendiaria) genannt und unter Kaiser Nero wurde hier im Jahr 58 n. Chr. ein römischer Meilenstein (miliarium) gesetzt. Die Ernennung zum Municipium Flavium Caparense geht auf das Jahr 74 und den flavischen Kaiser Vespasian zurück. Einen weiteren Ausbau und ihre Blütezeit erlebte die Stadt im 2. und 3. Jahrhundert. Claudius Ptolemäus (ca. 100–170) erwähnt sie als zum ehemaligen Siedlungsgebiet der Vettonen gehörig.

## Römerstadt
Die Stadt nahm mindestens eine Fläche von 15 oder 16 Hektar ein; sie wurde – möglicherweise erst im 3. Jahrhundert – mit einer Stadtmauer umgeben, die einige Siedlungsbereiche ausklammerte. In der Nähe des Tetrapylon, dem Zentrum der Stadt am Kreuzungspunkt der beiden Hauptachsen Cardo und Decumanus, wurde eine Thermenanlage freigelegt. Fundamente eines Amphitheaters wurden im Südosten der Anlage außerhalb ehemaligen des Mauerrings gefunden.

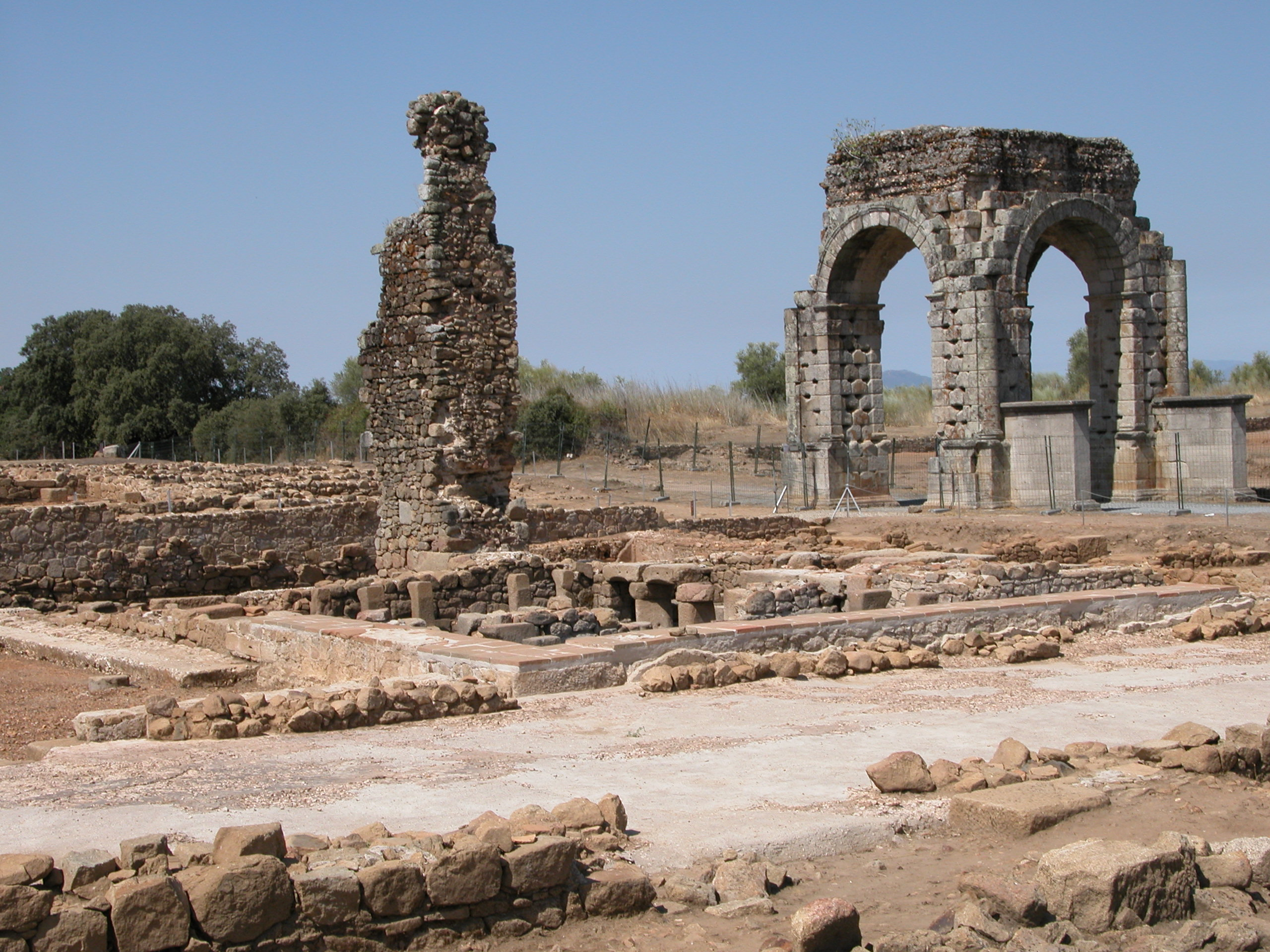
Thermen und Tetrapylon

## Tetrapylon
Das im Grundriss fast quadratische Monument mit einer heutigen Höhe von etwa zehn Metern trug einen Oberbau, von dem nur noch der Opus-caementitium-Kern erhalten ist; die ursprüngliche Höhe des Bauwerks wird auf ca. 13,50 Meter geschätzt. Das Kreuzgratgewölbe, das von schmalen Pylonen getragen wird, besteht aus verkanteten Keilsteinen. Die Nordost- und die Südwestfassade sind die Hauptfassaden, deren vorgelagerte rechteckige Postamente vermutlich Reiterstatuen trugen. An den Außenkanten sind Halbsäulen auf attischen Basen angebracht. Das rechte Postament der Südwestseite trug eine Inschrift, die den Stifter M. Fidius Macer nennt. Das Bauwerk lag in einer Achse mit dem Eingang zu einer Platzanlage (eventuell das Forum) im Zentrum der Stadt.

## Römerbrücke
Etwa 500 m nördlich des Tetrapylon führt eine zweibogige Steinbrücke mit zwei weiteren seitlichen Durchlässen über den Río Ambroz, die – aufgrund der Verwendung großer und präzise behauener Steine – häufig als „Römerbrücke“ (puente romano) bezeichnet wird, die aber im Verlauf ihrer langen Geschichte wiederholt restauriert und verändert wurde.